# Чермес
Чермес (итал. Cermes) је насеље у Италији у округу Болцано, региону Трентино-Јужни Тирол.
Према процени из 2011. у насељу је живело 1119 становника. Насеље се налази на надморској висини од 281 м.

## Становништво
Према резултатима пописа становништва 2011. у општини је живело 1.411 становника.
| 1931. | 1936. | 1951. | 1961. | 1971. | 1981. | 1991. | 2001. | 2011. |
| ----- | ----- | ----- | ----- | ----- | ----- | ----- | ----- | ----- |
| 912   | 815   | 861   | 888   | 1.085 | 1.025 | 1.118 | 1.228 | 1.411 |